# 제인 오스틴
제인 오스틴(Jane Austen, 1775년 12월 16일 ~ 1817년 7월 18일)은 유명한 영국의 소설가였다. 섬세한 시선과 재치있는 문체로 18세기 영국 중·상류층 여성들의 삶을 다루는 것이 특징이다. 생전에는 그리 유명하지 않았으나, 20세기에 들어와서 작품 중 《오만과 편견》, 《이성과 감성》등이 여러 번 영화화되는 등 인기를 끌고 있다.

## 생애

### 스티븐턴 시기
1775년 12월 16일에, 햄프셔주 스티븐턴의 교회에서 태어났다. 잉글랜드 성공회 교구사제(Vicar)인 아버지 조지 오스틴(1731년 - 1805년)은 그가 9세때 일찍이 고아가 되었지만, 큰 아버지 프랜시스 오스틴의 도움으로 옥스퍼드 대학교에 들어갔다. 언니 카산드라(1739 - 1827)는 제인 외에 7명의 형제자매를 두었다. 큰 오빠 제임스는 아버지와 같이 옥스퍼드에 들어가 시를 발표하였고, 이것은 제인에게 큰 영향을 주었다. 둘째 오빠 조지에 대해서는 별로 전해지는 것이 없다. 셋째 오빠 에드워드는 유복한 집 양자로 들어갔고, 넷째 오빠 헨리도 옥스퍼드에 들어갔다. 다섯 째 오빠 프랜시스와 남동생 찰스는 모두 해군에 입대하여 제독까지 승진했다. 언니 카산드라와는 생애를 통해 가장 친한 관계로 현존하는 편지의 대부분은 카산드라 앞으로 보내진 것이다. 제인의 초상화는 카산드라가 스케치한 것만이 전해지며, 런던의 내셔널 포트레이트 갤러리에 보관하고 있다. 또한 반신의 채색화가 제인의 친족들에 의해서 소장되고 있어 전해 내려오고 있는데, 이것은 10대의 제인을 그린 것으로 추측되고 있다.
1783년에 카산드라도 지인에게 부탁하여 단기간이지만 옥스퍼드 및 사우샘프턴에서 교육을 받았다. 1785년부터 다음 해까지 바크셔 리딩에 있는 리딩 수도원 여자기숙학교에서 배웠다. 당시 다른 일반 소녀보다 충실한 교육을 받아 이전에 많은 문학 작품을 접하기 시작했는데, 이 때 영어로 번역된 괴테의 《젊은 베르테르의 슬픔》도 읽었다고 한다. 14세가 된 1789년에는 이미 소설을 습작하기 시작했는데, 친구나 가족에게 읽어주고, 들려주는 것을 좋아했기 때문이다. 여성들의 글쓰기가 억압받던 서구 문학사에서도 가족들의 지지를 받으면서 소설가로 자라갔다. 소설은 세 권의 노트에 정리했는데, 이것들 중 두 권째에 있는 《사랑과 우정》(Love and Friendship) 등과 같이 벌써 특색이 있는 것도 쓰여지기 시작했다.
1796년 톰 러프로이라는 아일랜드 출신의 청년을 만났고 그와의 연애담이 최초의 낭만적 소문이었다. 그들은 서로에게 끌렸다. 제인이 캐산드라에게 보낸 편지에서 '신사답고, 잘생기고, 유쾌한 청년'이라고 그를 표현한 데서 짐작할 수 있다. 톰 러프로이는 늙어서 자신의 조카에게 말하기를, 젊은 시절의 제인에게서 순수한 사랑을 느꼈었노라고 했다. 하지만 그들의 관계는 결실을 맺지 못했고, 러프로이가 아일랜드로 돌아간 뒤 서로 다시는 만나지 못했다.
1795년, 편지체 형식의 《에리나와 메리안》을, 1796년 남자 쪽 집안의 반대로 결혼이 무산되는 아픔을 겪는 와중에 《첫인상(First Impressions)》을 썼다. 《첫인상》은 아버지에게 권유받아 출판사에 편지까지 보냈지만, 도달하지 않았다. 1797년 11월, 《에리나와 메어리안》을 바탕으로 《이성과 감성(Sense and Sensibility)》을 쓰기 시작한다. 게다가 후에 《노생거 사원(Northanger Abbey)》이 되는 《레이디 수잔(Lady Susan)》도 착수해, 1803년에 크로스드사에 판매를 하였다. 그러나 이때 출판되지 못하고, 사후 《설득(Persuasion)》과 함께 출판되었다.

### 바스 시기
오스틴의 사생활은 거의 변화가 보이지 않는다. 1801년 아버지 조지는 큰 오빠인 제임스에게 사제직을 양도하고 일가는 당시 유명한 휴양지였던 바스(서머싯주)로 이사를 간다. 제인은 이 사실을 듣고 졸도했다고 하지만, 바스에서의 경험은 이후 소설을 쓰는 큰 밑바탕이 된다. 여기에 가족이 함께 보낸 가옥도 기념관으로 보존되어 있다. 《왓슨 가족》은 이 시기에 쓰여졌다가 버려진 것이다.
1802년 해리스 빅 위저드라고 하는 사람으로부터 프로포즈를 받았다. 그는 부유한 젊은이였지만 "아주 서투른" 성격이었으며, 그녀보다 6살 연하였다. 당시 미혼 여성은 평생 아버지와 형제에 의존하여 생활해야 했다. 영국 중류 계급에게 이러한 프로포즈는 절호의 기회였다. 제인은 일단 프로포즈를 받아들였다가 하루 만에 마음을 바꾸어 거절을 했다.
1805년 1월 21일 아버지가 사망하자, 오스틴은 어머니와 언니 세 명과 함께 사우샘프턴(Southampton)의 캐슬 스퀘어의 집에서 생활하게 되었다. 여기서 잠시 평온하게 살았다.

### 튜턴 시기

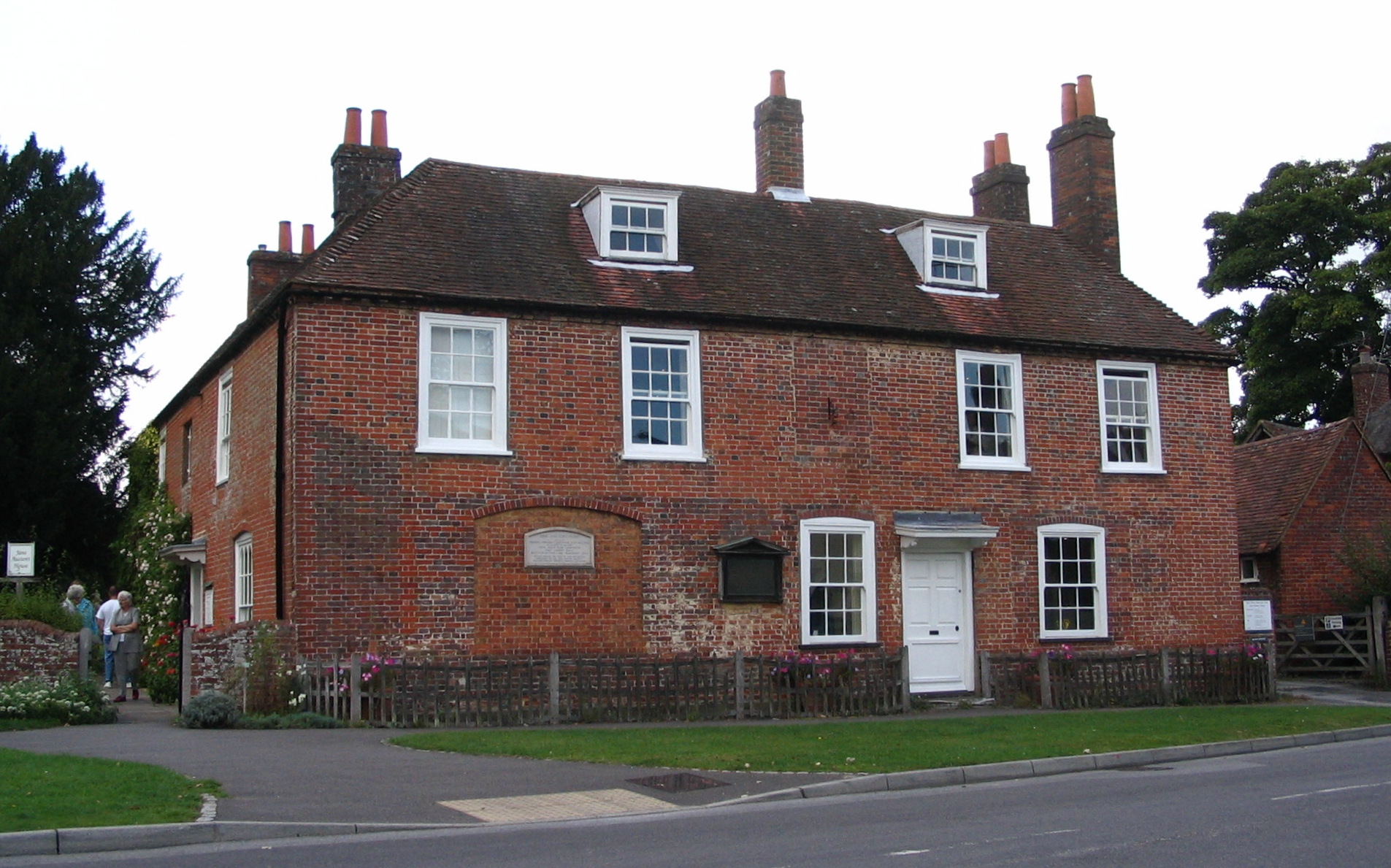
제인 오스틴의 집 박물관

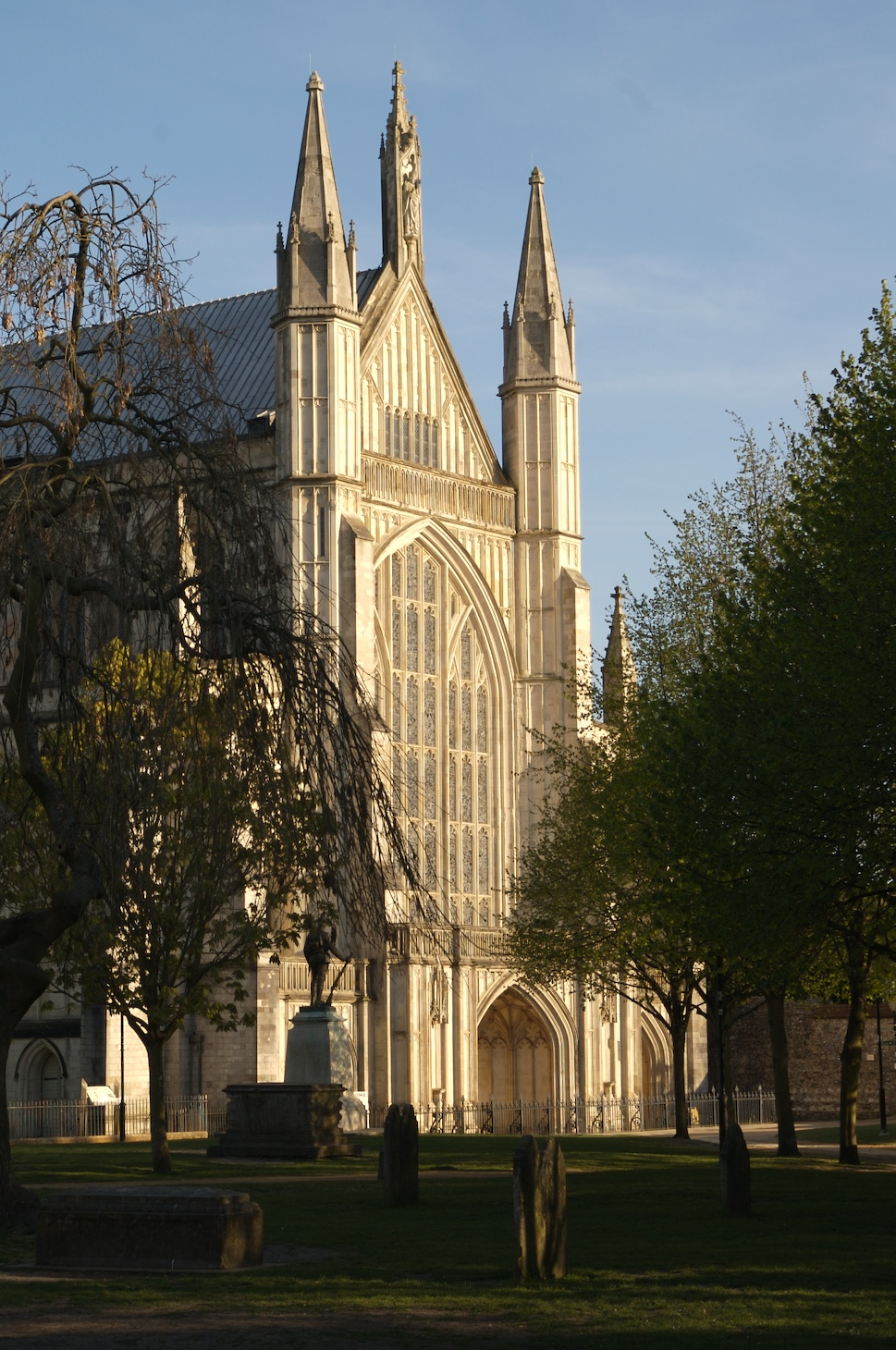
윈체스트 대성당

1809년 아내를 잃은 셋째 오빠 에드워드가 본인의 영지가 있는 초턴의 관리인 관리인 집을 내어준다. 제인 오스틴은 죽을 때까지 이 집에 정착한다. 이 집은 오스틴 기념관으로 일반에 개방된다.
1811년, 《맨스필드 파크》를 기고하였고, 나아가 《이성과 감성》을 익명으로 출판하였다. 게다가 1813년 1월에는 《첫인상》을 기초로 한 《오만과 편견》을 출판했다. 이 작품들은 모두 익명으로 발표되어 친한 이에게도 밝히지 않았다. 1814년 5월 《맨스필드 파크》를 간행하지만, 독자나 문단으로부터 제인 오스틴이라는 이름이 알려질 것은 없었다. 하지만 1815년 10월, 《엠마》의 출판의 직전에, 우연히 제인의 애독자가 된 이후의 조지 4세(당시는 섭정관)를 대접하고, 급히 엠마를 섭정관에 헌정했다.
1816년이 되자 몸상태가 자주 악화되어 병상에 오래 누웠다. 결핵, 애디슨병 등에 감염되었다고 추정지되만 자세한 병명은 불명확하다. 1817년에는 『샌디턴(Sanditon)』 집필 도중 요양을 위해 윈체스터로 옮겼지만, 2개월 후 7월 18일에 42세의 나이로 사망했다. 그녀의 유해는 《윈체스터 대성당》에 묻혔고, 1818년에 《노생거 사원》(Northanger Abbey)과 《설득》(Persuasion)이 출판되었다.

## 대표 작품
- 《이성과 감성 Sense and Sensibility》 (1811년)
- 《오만과 편견 Pride and Prejudice》 (1813년) : 초회판 제목은 첫 인상 First Impressions (1797년)
- 《맨스필드 파크 Mansfield Park》 (1814년)
- 《엠마 Emma》 (1816년)
- 《노생거 사원 Northanger Abbey》 (1817년)
- 《설득 Persuasion》 (1817년)

## 당대 문인들과의 관계
- 샬럿 브론테는 오스틴의 작품에 등장하는 사랑에는 정열이 빠져 있다며 비판했다.

## 평가
제인 오스틴은 영국 소설의 ‘위대한 전통’을 창시했다는 평가를 받고 있다. 단 여섯 편의 소설로 200년 가까운 세월 동안 전 세계의 독자들을 매료시켰다. BBC가 ‘지난 천년간 최고의 문학가’를 묻는 설문 조사에서 셰익스피어에 이어 2위를 차지했다.
《프랑스 혁명》, 《미국 독립전쟁》, 프랑스와의 빈번한 전쟁 등으로 혼란스러웠던 격변기에, 한적한 시골을 배경으로 젊은이들의 연애를 그린 오스틴의 소설은 역사의식과 사회 인식이 결핍되어 있다는 비판을 받기도 했다.
오스틴의 소설이 개인들의 일상생활에 한정된 소우주를 그려낸 것은 사실이지만, 오스틴은 누구보다도 세밀한 관찰력과 날카로운 비판적 시각으로 당대의 물질 지향적인 세태상과 허위의식을 풍자하면서 도덕의식을 예리하게 탐구했다. 또한 당대에 유행하던 고딕 소설과 감상 소설, 로맨스 등 대중적인 문학 장르의 관례적인 기법들을 다양하게 실험하면서 리얼리즘에 입각하여 정교한 작품 세계를 창조했다.
생전에 발표된 작품들은 비교적 호응을 얻었으나 사후에는 찰스 디킨스와 조지 엘리엇 등 빅토리아 시대의 소설가들에게 가려져서 별다른 반응을 얻지 못했다. 19세기 후반부터 조지 헨리 루이스와 헨리 제임스와 같은 비평가들의 격찬에 힘입어 문학 정전의 반열에 들게 되고 대중적으로도 큰 인기를 얻게 되었다.
20세기 후반에 이르러 오스틴의 소설들은 수백만의 열광적인 독자들을 확보하게 되었고 영화, 연극, 드라마 등에서 무수히 리메이크되면서 대중적인 컬트로 자리 잡게 되었다.

## 영화
제인 오스틴의 작품은 우정을 그린 그녀의 작품의 특성 상 여러 번 영화화되었다. 2005년까지 총 6편의 영화가 제작되었다. 그 중 대표적인 작품으로는 조 라이트감독, 키이라 나이틀리 주연의 영화 오만과 편견이 있다.
그 외에도 제인 오스틴의 삶을 각색한 비커밍 제인, 원작 소설 이성과 감성을 영화화한 센스 앤 센서빌리티, 그녀가 가장 사랑했던 마지막 소설을 모티브로 한 엠마가 있다.

## 같이 보기
- 영국 문학